# Silvina Berenguer
Silvina Berenguer Gómez (Valencia, 29 de junio de 1965) es una pintora española. Hija del también pintor Juan de Ribera Berenguer, es actualmente el último eslabón de una larga saga de artistas valencianos.

## Biografía
Licenciada por la Facultad de Bellas Artes de San Carlos, de la Universidad Politécnica de Valencia (1983-1988). Premio Senyera de Pintura, Ayuntamiento de Valencia, 1994.

### Su mundo
Olga Real, definía sus cuadros, como: colección de retratos imaginarios de personal concepción. Obra expresiva, casi tremendista; galería de tipos solitarios, con paisajes de fondo, densos de materia, particular visión del mundo que la rodea.
Antonio Martínez, por su parte, opinaba que su obra es: como una especie de homenaje a la alucinación. Todos sus personajes participan de esa especie de fiebre alucinatoria. Y también sus objetos, tantas veces fantasmales o fantasmagóricos. Hay algo de irrealidad, trascendida, no buscada, hallada, sublimada. Convierte en aventura alucinante o alucinatoria cuanto pinta. Sus criaturas parecen asustadas de sí mismas; muertos vivos o durmientes despiertos.
A finales del siglo  XX, Francisco Agramunt, escribía: recrea en sus pinturas un mundo muy personal a base de ambientes cotidianos y familiares repletos de misterio, lirismo y ensoñación, en el que seres y objetos extraños configuran un orden teatral, de profundo contenido surreal, que provoca la perplejidad del espectador.
Carmen Pallarés comentaba en ABC, "Silvina Berenguer con su indudable éxito expresivo, compone, en apariencia, según los dictados de órdenes internas presididas por la veleidad y eso, también, realza la personalidad del resultado de su visión; posee un instinto particularísimo para el uso del color, consiguiendo una belleza que provoca el estremecimiento, incluso refuerza a veces la sensación de una acertada aleatoriedad; y finalmente, puede decirse que sus obras aman más y dependen más de la literatura que de la pintura, lo que ahonda su capacidad puramente plástica"
Javier Rubio Nomblot escribía, "Silvina Berenguer se ha distinguido siempre por lo personal de su mundo y la rotundidad de su lenguaje: un mundo de interiores mágicos y personajes absolutamente románticos y soñadores y un lenguaje sumamente eficaz, que ella domina a la perfección, hecho de homenajes a la pintura flamenca, a la metafísica. Su obra seduce por la pureza de esa luz, por la belleza de los colores y por la paz que reina en sus irreales escenarios; inquieta por la quietud de las azules estancias, por sus símbolos y signos, por la expresión de los grandes ojos de sus personajes y por esas extrañas perspectivas falseadas que, de nuevo, nos remiten al gótico."
María Ángeles Arazo decía en Las Provincias de Valencia, "a lo largo de la pintura descubre su imaginación tan poética como surrealista. Desde aquellos lienzos de las primeras exposiciones, cuando las niñas pensativas y un poco tristes se subían a una silla para contemplar el horizonte con tanta ansiedad como temor, a las jóvenes de hoy, sentadas al borde de una fortaleza, llenas de dudas, preguntándose si el ala (no disponen de dos) les bastará para navegar por el espacio soñado, existe una autobiografía pictórica y creativa.  A la niña sucedió la adolescente que descubrió jardines de flores imposibles, bebió en las fuentes prerrafaelistas y, con el pudor de todo lo que se idealiza, aparecieron también muchachos que ofrecían su mano para caminar juntos. Nos mostraba en los grandes lienzos su particular visión de un mundo que jamás sabíamos si tenía los colores del amanecer, en malvas y azules, o del ocaso que declinaba en tonos rosados y grises. La pintora, con riguroso dominio de la composición y estudio del cuerpo humano, ha ido desnudando brazos, hombros y espaldas de sus criaturas, de sus ángeles, que aparecen con el viento de otoño y son capaces -aunque no sean arcángeles- de anunciar serenidad para la espera, confianza en el futuro, la lucha sin heridas, la fuerza para remontar una decepción. Obra pictórica inusual, inconfundible, para los iniciados en su lenguaje de símbolos, para quienes ahondan en la riqueza de sus metáforas que siempre tienden -como ella misma afirma- a enriquecer el alma."
El historiador y escritor Miguel Ángel Catalá Gorgues escribió en su libro "Ángeles y demonios en Valencia", "Los ángeles  de Silvina Berenguer (Valencia, 1965) son ángeles actuantes que descienden del cielo, deambulan por la tierra transmitiendo mensajes de paz, sienten la nostalgia de su procedencia edénica o retornan al paraíso luego de haber derramado por doquier gracias abundantes. Herederos de los ángeles del simbolismo y del surrealismo, su muchacha-ángel que esgrime una espada, lejos de herir a nadie anuncia buenas nuevas como el fin de la violencia, el hambre o las guerras, en tanto los arcángeles de sus Anunciaciones expresan, con solo el gesto y la mirada sin palabras, el misterioso binomio espíritu-cuerpo inherente a la naturaleza humana. Custodios del alma y centinelas de luz, su inefable presencia catártica, enigmática, pero nunca inquietante, tranquilizadora más bien, inunda de mística serenidad paisajes oníricos de profundos horizontes impregnados de una iluminación crepuscular en los que predominan aterciopelados verdes, azules y malvas, una experimentación de colores planos especialmente idóneo para indagar en la atmósfera supraterrenal en donde se hacen presentes dichas angelofanías."

### Obras en Museos y Colecciones
- Fondos del Museo de la Ciudad. Ayuntamiento de Valencia 1994
- Fundación Bancaja. Valencia 2002

### Sus exposiciones

#### Individuales
- Liceo Francés, Valencia, 1988.
- Galería El Ensanche, Valencia, 1990.
- Galería El Ensanche, Valencia, 1993.
- Galería Ra del Rey, Madrid, 1995.
- Galería Del Palau, Valencia, 1997.
- Galería La Aurora, Murcia, 1998.
- Galería Del Palau, Valencia, 1999.
- Galería Del Palau, Valencia, 2001.
- Museo Benlliure, Valencia, 2003.
- Galería Del Palau, Valencia 2004.
- Galería Del Palau, Valencia, 2007.
- Galería Del Palau, Valencia, octubre de 2010.
- Galería Del Palau, Valencia, noviembre de 2011.
- Galería Del Palau, Valencia, septiembre de 2013.

#### Colectivas
1985
- Círculo de Bellas Artes de Valencia.
- Galería Estil de Valencia. XVIII edición premio de pintura (finalista).
1986
- Círculo de Bellas Artes de Valencia.
- XIII Salón de Primavera de la Caja de Ahorros de Valencia, centro cultural.
1987
- Círculo de Bellas Artes de Valencia.
- VII Muestra del Salón de Primavera, (Arte joven de Valencia).
1988
– Círculo de Bellas Artes de Valencia.
1989
- Galería “Dama”, Calafell (Tarragona).
- Círculo de Bellas Artes de Valencia.
- Interarte 89. Feria de Arte Contemporáneo de Valencia, con Galería “El Ensanche”. (Catálogo).
1990
- Caja de Ahorros de Torrente.
- Galería “D´Art 4” de Villarreal (Castellón).
1991
- Galería “El Ensanche” de Valencia.
1992
- Galería “El Ensanche” de Valencia.
1993
- Círculo de Bellas Artes de Valencia.
- Interarte 93. Valencia (Catálogo).
1994
- Galería de arte “Marabelló”, Barcelona.
- Galería del Este, Valencia.
- Premio Senyera de Pintura. Ayuntamiento de Valencia. (Museo de la Ciudad, Palacio Marqués de Campo).
- “Nuevos Fondos Municipales”. Reales Atarazanas. Ayuntamiento de Valencia.
- Galería “Ra del Rey”, Madrid.
- Interart´94 Valencia-Toulouse. (Catálogo)
1995
- Galería del Este, Valencia.
- Galería “Ra del Rey”, Madrid.
- “Artistas Valencianos Contemporáneos”. Reales Atarazanas, Ayuntamiento de Valencia.
- Arte-sur. Feria Internacional de Arte Contemporáneo de Granada, con Galería “Ra del Rey”.
- Arte-Santander, con Galería “Ra del Rey” de Madrid.
1996. - Galería “Ra del Rey”, Madrid.
- Centro Cultural Conde Duque de Madrid. Premio de Pintura, Francisco de Goya.
- Museo de la Ciudad, Palacio Marqués de Campo, Valencia. (Catálogo).
1997
- Galería “Ra del Rey”, Madrid.
- XXIV Premio Bancaixa de pintura y escultura. Centro Cultural Bancaixa. Valencia. (Catálogo)
- Premios “Villa de Madrid “. Centro Cultural Conde Duque. Premio de Pintura, “Francisco de Goya”
- XXIV Premio Bancaixa de pintura y escultura. Centro de Exposiciones San Miguel. Castellón
- XXIV Premio Bancaixa de pintura y escultura. Auditorio de Murcia, Centro Cultural La Asunción (Albacete), Centro Cultural Rambla, (Alicante).
- Arcale (Feria Internacional de Castilla y León), con Galería “Ra del Rey”.
1998
- Galería “Ra del Rey”, Madrid.
- Arcale (Feria Internacional de Castilla y León), con Galería “Ra del Rey”.
- Art a l´Hotel. Valencia con la Galería del Palau. Asociación de Galerías de Arte Contemporáneo.
- MAC 21. Feria de Arte Contemporáneo de Marbella, con Galería “Ra del Rey”.
- Galería “La Aurora”, Murcia.
1999
- Galería “Ra del Rey”
- “Mujer Múltiple”. Museo de la Ciudad. Ayuntamiento de Valencia (Catálogo).
- “Art al´ Hotel”, Valencia, Galería del Palau.
- Art Miami. Galería La Aurora.
- Galería del Palau
- Galería Carmen Carrión, Santander.
- XXX Salón de Otoño de Pintura. Ateneo Mercantil de Valencia
2000
- Galería “Ra del Rey”
- Interart 2000 con Galería del Palau.
2001
- Galería “Ra del Rey”
- Ateneo Mercantil de Valencia
- Galería Viciana de Valencia. “Homenaje a Frida Kahlo”.
- Galería del Palau. “Art al´ Hotel”, Valencia, Galería del Palau.
2003
- Museo de la Ciudad, Valencia. “Segunda Generación de Artistas” (Catálogo).- Ateneo Mercantil, Valencia. “Artistas que dejan huella”.
2004- Lineart 2004, Flanders Expo Gent (Belgium). Feria Internacional de Arte, Bélgica.
2005 Galería “Del Palau”. “Pintura y Escultura para una colección”
-Lineart. 2005, Gante (Bélgica)
2006
- Sala Gabernia, Valencia (Colectiva benéfica).
- Galería “Del Palau”
- Sala Gabernia, Valencia.
2009
- Galería del Palau “La noche de los Museos”
- Galería del Palau “Juntos pero no revueltos”
2010
- Espacio 5. Taller Bravo, Valencia
2011
- Femenino Plural. 1999-2011. Reales Atarazanas, Ayuntamiento de Valencia.
- Espacio 5. Taller Bravo, Valencia
2012 
- Galería La Aurora, Murcia. "Las artistas de la Galería La Aurora".
- Galería del Palau "Abierto Arte".
2013
- Galería del Palau "Muchos pero bien avenidos".
2014
- Galería del Palau "Más de veinte, menos de treinta"
2015
- Galería del Palau "Juntos en la diversidad"
2016
- Galería del Palau. "Art al Palau"

## Reseñas

### Escritos
- AGRAMUNT LACRUZ, 1999 “Diccionario de artistas valencianos del siglo XX”. Editorial Albatros.
- AGUILAR, INMACULADA 2000 “El arte valenciano contemporáneo”. Edita Consellería de Cultura
- ARAZO BALLESTER, Mª Ángeles, Las Provincias, 30 de octubre de 2007.[5]
- BERENGUER GÓMEZ, Silvina, "El jardín de los pensamientos" en Exposición: Galería Del Palau (catálogo), 1997.
- BERENGUER GÓMEZ, Silvina, "Guardianes", en Exposición: Museo Benlliure (catálogo), Valencia, 2003. D.L. V.1052-2003
- CATALÁ GORGUES, Miguel Ángel, "El tema del ángel en artistas y escritores valencianos contemporáneos" en Ángeles y demonios en Valencia. Su proyección socio-cultural y artística (volumen II). ISBN 978-84-941314-1-8
- GARNERÍA GARCÍA, José, "Sivina Berenguer", en Exposición: Museo Benlliure (catálogo), Valencia, 2003. D.L. V.1052-2003
- MARTINEZ CEREZO, ANTONIO 1997 “Diccionario de pintores españoles, Segunda mitad del Siglo XX”.  Edita revista Época de Madrid.
- MIRA, Mara, "Silencio, ausencias" en Exposición: Galería Del Palau (catálogo), 1999.
- SORRIBES SANTAMARÍA, Miguel, "Sivina Berenguer", en Exposición: Galería El Ensanche (catálogo), 1988.
- VARIOS “¿Quién y por qué?” Anuario de artistas 2001. Edita Arte y Patrimonio SA. Madrid.
- VARIOS “¿Quién es quién? El Punto de las Artes 2008. Edita Arte y Patrimonio S.A. Madrid